# Club Atlético Banfield
Il Club Atlético Banfield, o semplicemente Banfield, è una società calcistica con sede a Banfield, una città che dista 14 km da Buenos Aires, in Argentina. Il club fu fondato nel 1896 ed è soprannominato "el Taladro" (cioè il trapano) dal 1930, quando il giornale El Pampero scrisse che i suoi attaccanti perforavano come trapani le difese avversarie. È tradizionalmente una delle squadre più seguite nella parte meridionale dell'area metropolitana della Grande Buenos Aires, nonché la più seguita in assoluto nel partido (distretto) di Lomas de Zamora.
Il Banfield ha vinto domenica 13 dicembre 2009 il campionato di Apertura 2009 nonostante la sconfitta in casa del Boca Juniors, grazie alla contemporanea sconfitta del Newell's Old Boys in casa contro il San Lorenzo. È il primo titolo di campione nazionale della sua storia.

## Storia

### Origini e fondazione
Il Club Atlético Banfield è una delle squadre calcistiche più antiche dell'Argentina. Nella seconda metà degli anni 1880, molte famiglie britanniche si insediarono nel villaggio di Banfield, a 14 chilometri a sud di Buenos Aires. Queste famiglie, con le loro case in stile britannico e le dinamiche sociali vittoriane, conferirono ai sobborghi un profilo riconoscibilmente britannico. La storia del club cominciò il 21 gennaio 1896, quando un gruppo di professionisti e mercanti inglesi residenti a Banfield decisero di fondare un club che portasse il nome del villaggio, che a sua volta prese il nome dalla stazione ferroviaria intitolata a Edward Banfield, primo direttore della Great Southern Railroad Company. A capo dei fondatori vi erano Daniel Kingsland e George Burton, rispettivamente primo vicepresidente e presidente del club. Kingsland era un esportatore di bestiame Britannia e un ragioniere, Burton si era laureato a Cambridge.
Il primo campo di gioco era un campo di pascolo che si trovava a due passi in direzione nord dalla stazione ferroviaria.

### Epoca amatoriale
Durante la presidenza di Kingsland, lo sport principale praticato dal Banfield era il cricket, mentre il calcio fu relegato in secondo piano, fatto che spiega le scadenti prestazioni del club nei campionati di calcio 1897 e 1898.
La situazione cambiò nel 1899, quando divenne presidente della squadra un appassionato di calcio, Alfredo Goode. Nel 1899 il Banfield militò in seconda divisione argentina, vincendola prevalendo sull'Español High School. Il Banfield rimane l'unica squadra attualmente affiliata alla federcalcio argentina (AFA) ad aver vinto un titolo nel XIX secolo.
I giocatori della squadra in quel periodo erano tutti nati in Gran Bretagna tranne il capitano James Dodds Watson, un argentino nato a Buenos Aires. Poiché non vi erano promozioni, anche l'anno successivo (1900) il Banfield militò nel campionato di Seconda Divisione, vincendo di nuovo il titolo senza subire nemmeno una sconfitta. I giocatori più importanti erano il bomber Edward "Invincible" Potter, il dribblatore Charles Douglas Moffatt, il capitano Watson Dodds, e il portiere/presidente Goode.
Dopo questo successo, il club attraversò un periodo di declino fino al dicembre 1904. In questi anni, George Burton, altro amante del calcio, fu presidente del club fino al suo decesso nel 1928.
Nel 1908 la prima squadra vinse il campionato di Terza Divisione. Nel dicembre 1910, il Banfield, schierando in campo William Peterson, Roger Jacobelli, Amador García, Carlos Lloveras, Galup Lanus e Bartholomew, tra gli altri, si scontrò con il Racing in uno spareggio andata/ritorno che metteva in palio un posto in massima serie. All'andata finì 0-0, ma al ritorno fu il Racing a prevalere in virtù di un gol segnato ai tempi supplementari. Nel 1912, condotto dal capitano Adolfo Pellens, il Banfield vinse il campionato di Terza Categoria ritornando in seconda divisione. Tuttavia la ristrutturazione dei campionati determinò il primo scisma nel calcio argentino, mandando direttamente il Banfield in massima serie.
Dopo buone prestazioni nei campionati 1913 e 1914, lo scoppio della prima guerra mondiale costrinse molti dei giocatori del Banfield, di origini britanniche, a partire per il fronte europeo, venendo arruolati nell'esercito britannico. Nel 1919 il Banfield ritornò in massima serie sconfiggendo all'ultima giornata il Del Plata.

#### Primo titolo locale
Ritornato in massima serie, il Banfield si piazzò secondo dietro ai campioni del Boca Juniors. Nel 1920 il club vinse la Copa de Honor Municipalidad de Buenos Aires, torneo riservato alle squadre di Buenos Aires e Rosario, battendo in finale il Boca Juniors 2-1. George Burton, il presidente, aveva diretto il club per più di vent'anni con atteggiamento paternalistico: la sua dipartita portò un vuoto di potere che mandò in crisi il Banfield per un decennio.

### Periodo professionistico

#### Anni trenta e quaranta
Nel 1931, un gruppo comprendente le maggiori squadre del campionato introdusse il calcio professionistico in Argentina. Il Banfield fu invitato a partecipare al primo campionato professionistico di Primera División ma i dirigenti del club declinarono l'offerta, ritenendo che il professionismo sarebbe durato poco e scegliendo di restare nel calcio dilettantistico. Diversi giocatori del Banfield ricevettero offerte da squadre professionistiche di Primera División e lasciarono la squadra.
Con una rosa decimata, il Banfield partecipò a diversi tornei fino al 1934. Nel 1935 il Banfield si riaffiliò alla Federcalcio argentina (AFA) e fu ammesso in Seconda Divisione. Dopo alcuni campionati mediocri, nel 1938 il Banfield terminò ultimo, retrocedendo.

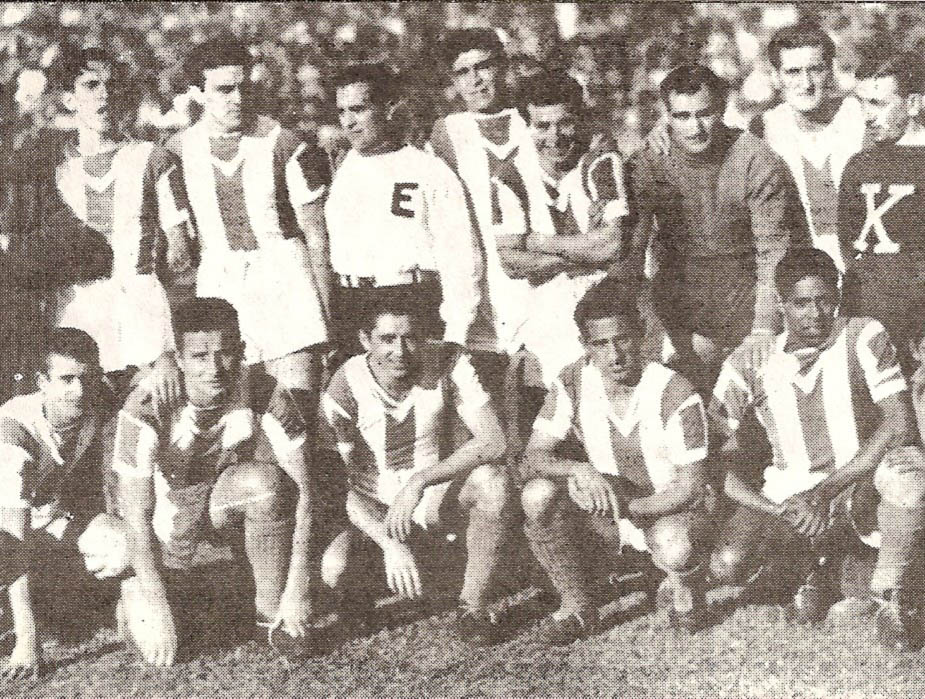
Rosa del Banfield 1946 che vinse il titolo di Segunda División.

Alla fine del 1938, un gruppo di membri del club propose al giovane imprenditore Florencio Sola di assumere la presidenza della società. Il Banfield era in situazioni critiche ma Sola accettò. Approfittando che il Club Estudiantil Porteño (iscritto nella Seconda Divisione) non aveva rinnovato l'affiliazione alla AFA, Florencio Sola riuscì a fare ripescare il Banfield, che evitò così di giocare in Terza Divisione. Per affrontare il campionato 1939, il Banfield ottenne in prestito molti giocatori che erano riserve in squadre di Prima Divisione e, con una squadra finalmente competitiva, al termine della stagione vinse il campionato e fu promosso in Primera División.
Il Banfield rinnovò completamente la squadra per la stagione 1940. Con giocatori del calibro di Rafael Sanz, Eduardo Silvera, John Baptist Busuzzo, Alfredo De Teran, Armando Farro e altri, il quotidiano El Pampero affibbiò alla squadra il soprannome di "El Taladro", che rimase il soprannome ufficiale del club.
Lo stadio del Banfield (in seguito intitolato "Florencio Sola"), fu costruito nel 1940 nella città di Banfield. Per celebrare la sua inaugurazione ebbe luogo un incontro contro l'Independiente, che il Banfield perse 1-0 con un gol di Arsenio Erico. Nel 1941 il Banfield fu punito con 16 punti di penalità per un tentativo di combine, ma la squadra riuscì comunque ad evitare la retrocessione, vincendo all'ultima giornata contro il Rosario Central.
Dopo la retrocessione nel 1944, nel 1945 Joseph Agulla assunse la presidenza del club ma, a seguito di una crisi dirigenziale, fu sostituito verso fine anno da Remigio Sola, fratello di Florencio. Sotto la sua presidenza fu costruita una squadra competitiva che vinse il campionato di Seconda Divisione, stabilendo una serie di record che sarebbero stati battuti solo quarant'anni dopo.
Nel 1948 Florencio Sola divenne presidente per la seconda volta e tentò di costituire una squadra competitiva acquistando diversi giocatori, ma i risultati furono di gran lunga inferiori alle attese ed il Banfield rischiò la retrocessione. Nelle ultime cinque giornate, a causa di uno sciopero dei calciatori professionisti, tutte le squadre schierarono in campo i giocatori delle giovanili. L'allenatore Renato Cesarini ottenne nelle ultime cinque giornate 9 punti su 10, che permisero al Banfield di conquistare la salvezza.

#### Anni cinquanta e sessanta
Nel 1951 il Banfield si classificò primo a pari punti con il Racing Club e fu necessario giocare lo spareggio, che fu disputato nello stadio di San Lorenzo e terminò 0-0. Nella ripetizione il Racing prevalse con il minimo scarto. Fu confermata la squadra vicecampione nella stagione successiva, nella quale il Banfield si classificò quinto. Nel 1953 la cessione del campione Elisha Mouriño al Boca Juniors indebolì la squadra, che terminò all'ultimo posto il campionato, retrocedendo in seconda divisione.
In seguito alle dimissioni di Florencio Sola dopo sette anni alla presidenza, furono indette per la prima volta nella storia societaria elezioni per eleggere il nuovo presidente.
Dopo una serie di stagioni nelle serie minori, sotto la presidenza di Valentín Suárez (in carica dal tardo 1958), fu costituita una squadra competitiva che, dopo un terzo posto nel 1960 e un secondo nel 1961, nel 1962 vinse il campionato di Seconda Divisione e fu promosso. Ritornato in Prima Divisione nel 1963, vi rimase per 16 stagioni consecutive, con l'eccezione della stagione 1973. Il picco raggiunto dalla squadra in questo periodo furono i due settimi posti nelle stagioni 1963 e 1964. A partire dal 1967, il Banfield declinò nei risultati, e nel 1969 si salvò dalla retrocessione solo allo spareggio. Nel 1972 fu retrocessa, ma ritornò nella massima serie dopo appena una stagione.

#### Anni settanta e ottanta
Allenata da Oscar López e Oscar Cavallero, il Banfield vinse la Primera B (seconda divisione) nel 1973, ritornando in massima serie. Dopo aver sfiorato la retrocessione nei tornei del 1977 e 1978, al termine del campionato 1979 la squadra retrocedette dopo la sconfitta con il Platense.
Nel 1985 Ángel Cappa divenne il nuovo allenatore del Banfield; la squadra fu rinforzata ed ottenne la promozione in Primera División due anni dopo.

#### 1990–1999
Il Banfield non iniziò bene gli anni novanta, arrancando spesso agli ultimi posti della classifica e retrocedendo di nuovo in cadetteria. Nella stagione 1990-91, il club raggiunse le finali di Seconda Divisione ma non riuscì ad ottenere la promozione in Primera. Nella stagione 1992-93, sotto la presidenza di Suárez, il Banfield ingaggiò come allenatore Carlos Babington e calciatori di esperienza come l'ex portiere del River Plate Gabriel Puentedura, il centrocampista Fabio Lenguita e il difensore Ivar Stafuza (ex giocatore del Boca Juniors). Con una squadra finalmente competitiva, rinforzata da giovani promettenti come Javier Sanguinetti (diventato il giocatore con più presenze per il club, con più di 450 partite giocate) e Jorge Jiménez, il Banfield vinse di nuovo il titolo cadetto, ottenendo la promozione in Primera División, grazie a una vittoria contro il Colón de Santa Fe nelle finali.
In Primera, il Banfield ingaggiò come allenatori Oscar López e Oscar Cavallero, rinnovando la squadra con gli acquisti di Oscar Acosta e del portiere di esperienza Ángel Comizzo. Ma la rivelazione della squadra sarebbe stato il giovane Javier Zanetti. Dopo alcuni buoni campionati, il Banfield declinò di nuovo, retrocedendo nel 1997.
L'anno successivo assunse la presidenza l'uomo d'affari Carlos Portel il quale, a fronte della critica situazione finanziaria della società, annunciò che la principale delle priorità era quella di ridurre i forti debiti contratti.

#### 2000-09
Il Banfield tornò nuovamente in Primera División, continuando ad arrancare nelle ultime posizioni, ma anche ottenendo risultati prestigiosi, come il 5-1 inflitto al River Plate nel Campionato di Apertura 2002. Allenatore del club in quella stagione era l'uruguayano Luis Garisto.
All'inizio dell'Apertura 2003, Julio César Falcioni sostituì Garisto come allenatore. Sotto la sua guida il club si qualificò alle competizioni continentali per la prima volta nella sua storia, prendendo parte alla Copa Sudamericana 2004 e alla Coppa Libertadores 2005, nella quale raggiunse i quarti di finale. Nel Campionato di Clausura 2005, il Banfield ottenne un buon 5º posto.
Disputò anche le edizioni 2005 e 2006 della Copa Sudamericana, nonché la Coppa Libertadores 2007. Nonostante le partecipazioni alle competizioni continentali, il Banfield non ottenne grandi risultati in campionato, ad eccezione di un notevole 5-0 inflitto ai tradizionali rivali del Lanús, in quel momento campioni di Argentina.
Nel 2009, dopo un discreto dodicesimo posto nel Torneo Clausura della stagione 2008-2009, il Banfield disputò l'Apertura con Falcioni ancora allenatore. La formazione tipo era: Cristian Lucchetti, Julio Barraza, Sebastián Méndez, Víctor López, Marcelo Bustamante, Maximiliano Bustos, Walter Erviti, Marcelo Quinteros, James Rodríguez, Sebastián Fernández e Santiago Silva (capocannoniere del campionato). Dopo un ottimo inizio, in cui sconfisse squadre come il Vélez Sársfield, campione uscente del Torneo Clausura, e il Newell's Old Boys e pareggiò 0–0 con il Rosario Central, il Banfield si trovò sorprendentemente in testa alla classifica, seguito dai Newell's Old Boys. Dopo le vittorie di Banfield e Newell rispettivamente contro Club Atlético Tigre e Gimnasia de La Plata, a una giornata dal termine la squadra conservava due punti di vantaggio sul Newell's.
All'ultima giornata, disputata il 13 dicembre 2009, il Banfield fu sconfitto dal Boca Juniors 0–2, ma la contemporanea sconfitta per 2-0 del Newell's Old Boys contro il San Lorenzo consegnò al Club Atlético Banfield il suo primo titolo professionistico di Prima Divisione, che si aggiunse alla Copa de Honor Municipalidad de Buenos Aires vinta nell'epoca amatoriale.

#### Retrocessione nel 2012 e promozione del 2014
Nel giugno 2012 il Banfield fu retrocesso in Primera B Nacional, perdendo contro il Colón de Santa Fe per 3-0 all'ultima giornata di campionato. Il club chiuse in ultima posizione (20°), con soli 11 punti, il torneo di Clausura con 2 vittorie e 12 sconfitte in 19 turni di campionato.
Subito dopo la retrocessione, il presidente Carlos Portell fu costretto a dare le dimissioni, accusato di corruzione da sostenitori e soci del club. La crisi societaria rese necessarie le elezioni del luglio 2012, al termine delle quali la presidenza fu assegnata a Eduardo Spinosa, che assunse come allenatore Daniel Garnero.
Gli scarsi risultati nella stagione 2012-2013 costarono il posto a Garnero, che in marzo fu sostituito da Matías Almeyda. Sotto la sua guida furono inseriti giocatori di primo piano come Nicolás Bertolo, Santiago Salcedo e Nicolás Bianchi Arce, che consentirono alla squadra di vincere il campionato di Primera B Nacional 2013-2014, ottenendo la promozione nella massima serie.

## Colori e simbolo
| Manica sinistra · Manica sinistra · Maglietta · Maglietta · Manica destra · Manica destra · Pantaloncini · Calzettoni |
| 1896-1902 |

| Manica sinistra · Maglietta · Maglietta · Manica destra · Pantaloncini · Calzettoni |
| 1903-04                                                                             |

| Manica sinistra · Manica sinistra · Maglietta · Maglietta · Manica destra · Manica destra · Pantaloncini · Calzettoni |
| 1904-presente |

## Stadio
Il Banfield gioca nello Estadio Florencio Sola, un impianto costruito nel 1940 e che ha una capacità di 33.351 spettatori. Il suo nome deriva da Florencio Sola, presidente del Banfield dal 1947 al 1954. Attualmente sono in corso dei lavori di ristrutturazione degli impianti di illuminazione, delle tribune e delle postazioni radiofoniche e televisive in seguito alla qualificazione del club alla Coppa Libertadores.

## Allenatori e presidenti

### Allenatori
Dal Torneo Apertura 2008 fino a metà Torneo Clausura 2009 l'allenatore è stato Jorge Burruchaga (campione del mondo nell'86), che aveva già allenato Arsenal de Sarandì, Estudiantes e Independiente. Il nuovo allenatore è
Julio César Falcioni.

### Presidenti
| - 1910: J.L. Howard - 1911: L.J. Thiesen - 1912: Guillermo Coo - 1913–28: G.J.W. Burton (*) - 1928–30: Félix Sola (h) - 1930–32: Rafael de Seta - 1933: Américo Pisano - 1934: Rafael de Seta - 1935: Francisco Ventura - 1936: Gerardo Martínez Abal - 1937: Américo Pisano - 1938–44: Florencio Sola - 1945–46: Remigio Sola - 1947–54: Florencio Sola - 1955: Antonio Benito Ferranti (**) - 1956: Enrique Beltrán Simo - 1957–59: Alfredo Gómez (***) - 1960–62: Valentín Suárez - 1963–65: Juan Carlos Fontela - 1966–68: Valentín Suárez |  | - 1969: Juan Carlos Fontela - 1970–71: Carlos Ismael Soler - 1972–74: Valentín Suárez - 1975–77: Osvaldo Fani - 1978–79: Manuel Salgado - 1980: Aniceto Rodrigo (**) - 1980: Juan Carlos Mori - 1981–83: Néstor Edgardo Villar - 1984–85: Valentín Suárez (**) - 1985: Miguel M. Alberdi - 1986: Atilio Pettinati (**) - 1986–87: Fernando Oscar Tomás (**) - 1987–89: Raúl Alfonso Muñiz - 1989–91: Julio César Grigera - 1991–93: Valentín Suárez - 1993–95: Carlos Fontela (**) - 1995–96: Raúl Alfonso Muñiz (**) - 1996–98: Atilio Pettinati - 1998–12: Carlos Portell (**) - 2012: Marcos Acuña (****) |

(*) Deceduto il 29 giugno 1928

(**) Dimessosi

(***) Mandato non scaduto

(****) Dimessosi dopo aver ricevuto minacce alla propria incolumità

## Palmarès

### Competizioni nazionali
- Campionato argentino: 1

Apertura 2009
- Campionati argentini di seconda divisione (Primera B Nacional): 9 (record assoluto)

1899, 1900 (amatoriale), 1939, 1946, 1962, 1973, 1992/93, 2000/01, 2013-2014
- Copa de Honor Municipalidad de Buenos Aires: 1

1920

### Altri piazzamenti
- Campionato argentino:

Secondo posto: 1920, 1934 (amatoriale), 1951, Clausura 2005
Terzo posto: 1933 (amatoriale), Apertura 2003, Apertura 2007
- Copa Argentina:

Semifinalista: 2022
- Copa de la Liga Profesional:

Finalista: 2020
- Primera B Nacional:

Secondo posto: 1986-1987
Terzo posto: 1990-1991

## Rosa 2024
| N. |                      | Ruolo | Calciatore         |
| -- | -------------------- | ----- | ------------------ |
| 6  | Argentina (bandiera) | D     | Luciano Lollo      |
| 9  | Argentina (bandiera) | A     | Agustín Fontana    |
| 10 | Argentina (bandiera) | C     | Jesús Dátolo       |
| 12 | Argentina (bandiera) | P     | Enrique Bologna    |
| 15 | Argentina (bandiera) | C     | Nicolás Linares    |
| 17 | Argentina (bandiera) | C     | Jonás Gutiérrez    |
| 22 | Argentina (bandiera) | A     | Juan Pablo Álvarez |
| 24 | Argentina (bandiera) | D     | Luciano Gómez      |
| 25 | Argentina (bandiera) | D     | Alexis Maldonado   |
| 26 | Argentina (bandiera) | P     | Facundo Cambeses   |

| N. |                      | Ruolo | Calciatore         |
| -- | -------------------- | ----- | ------------------ |
| 28 | Argentina (bandiera) | C     | Federico Medina    |
| 31 | Argentina (bandiera) | C     | Lautaro Ríos       |
| 32 | Argentina (bandiera) | D     | Franco Quinteros   |
| 34 | Argentina (bandiera) | C     | Tomás Assennato    |
| 35 | Argentina (bandiera) | A     | Agustín Urzi       |
| 37 | Argentina (bandiera) | D     | Federico Torres    |
|    | Argentina (bandiera) | C     | Nicolás Bertolo    |
|    | Argentina (bandiera) | P     | Facundo Altamirano |
|    | Argentina (bandiera) | D     | Emanuel Coronel    |
|    | Argentina (bandiera) | D     | Gabriel Aranda     |

## Rosa 2019-2020
| N. |                      | Ruolo | Calciatore         |
| -- | -------------------- | ----- | ------------------ |
| 6  | Argentina (bandiera) | D     | Luciano Lollo      |
| 9  | Argentina (bandiera) | A     | Agustín Fontana    |
| 10 | Argentina (bandiera) | C     | Jesús Dátolo       |
| 12 | Argentina (bandiera) | P     | Enrique Bologna    |
| 15 | Argentina (bandiera) | C     | Nicolás Linares    |
| 17 | Argentina (bandiera) | C     | Jonás Gutiérrez    |
| 22 | Argentina (bandiera) | A     | Juan Pablo Álvarez |
| 24 | Argentina (bandiera) | D     | Luciano Gómez      |
| 25 | Argentina (bandiera) | D     | Alexis Maldonado   |
| 26 | Argentina (bandiera) | P     | Facundo Cambeses   |

| N. |                      | Ruolo | Calciatore            |
| -- | -------------------- | ----- | --------------------- |
| 28 | Nigeria (bandiera)   | C     | Feyisaitán Asagidigbi |
| 31 | Argentina (bandiera) | C     | Lautaro Ríos          |
| 32 | Argentina (bandiera) | D     | Franco Quinteros      |
| 34 | Argentina (bandiera) | C     | Tomás Assennato       |
| 35 | Argentina (bandiera) | A     | Agustín Urzi          |
| 37 | Argentina (bandiera) | D     | Federico Torres       |
|    | Argentina (bandiera) | C     | Nicolás Bertolo       |
|    | Argentina (bandiera) | P     | Facundo Altamirano    |
|    | Argentina (bandiera) | D     | Emanuel Coronel       |

## Rosa 2018-2019
| N. |                      | Ruolo | Calciatore       |
| -- | -------------------- | ----- | ---------------- |
| 1  | Colombia (bandiera)  | P     | Iván Arboleda    |
| 2  | Argentina (bandiera) | D     | Renato Civelli   |
| 3  | Argentina (bandiera) | D     | Claudio Bravo    |
| 4  | Argentina (bandiera) | D     | Rodrigo Arciero  |
| 5  | Argentina (bandiera) | C     | Emanuel Cecchini |
| 6  | Argentina (bandiera) | D     | Rodrigo Tapia    |
| 7  | Argentina (bandiera) | C     | Adrián Calello   |
| 8  | Argentina (bandiera) | C     | Nicolás Bertolo  |
| 10 | Argentina (bandiera) | C     | Jesús Dátolo     |
| 11 | Argentina (bandiera) | A     | Marcelo Torres   |
| 15 | Argentina (bandiera) | C     | Nicolás Linares  |
| 17 | Argentina (bandiera) | A     | Agustín Fontana  |
| 18 | Argentina (bandiera) | C     | Giuliano Galoppo |
| 19 | Argentina (bandiera) | D     | Alexis Sosa      |

| N. |                      | Ruolo | Calciatore         |
| -- | -------------------- | ----- | ------------------ |
| 21 | Argentina (bandiera) | A     | Julián Carranza    |
| 22 | Argentina (bandiera) | C     | Juan Pablo Álvarez |
| 23 | Colombia (bandiera)  | C     | Reinaldo Lenis     |
| 24 | Argentina (bandiera) | C     | Luciano Gómez      |
| 25 | Argentina (bandiera) | D     | Alexis Maldonado   |
| 26 | Argentina (bandiera) | P     | Facundo Cambeses   |
| 27 | Argentina (bandiera) | P     | Facundo Altamirano |
| 29 | Argentina (bandiera) | C     | Martín Payero      |
| 30 | Argentina (bandiera) | D     | Jorge Rodríguez    |
| 32 | Argentina (bandiera) | D     | Emanuel Coronel    |
| 33 | Argentina (bandiera) | C     | Adrián Spörle      |
| 34 | Argentina (bandiera) | C     | Nicolás Silva      |
| 35 | Argentina (bandiera) | C     | Agustín Urzi       |
| 36 | Argentina (bandiera) | C     | Matías Moya        |

## Rosa 2017-2018
| N. |                      | Ruolo | Calciatore       |
| -- | -------------------- | ----- | ---------------- |
| 1  | Colombia (bandiera)  | P     | Iván Arboleda    |
| 2  | Argentina (bandiera) | D     | Renato Civelli   |
| 3  | Argentina (bandiera) | D     | Claudio Bravo    |
| 4  | Argentina (bandiera) | D     | Gonzalo Bettini  |
| 5  | Argentina (bandiera) | C     | Eric Remedi      |
| 6  | Paraguay (bandiera)  | D     | Danilo Ortíz     |
| 7  | Argentina (bandiera) | A     | Pablo Mouche     |
| 8  | Argentina (bandiera) | C     | Nicolás Bertolo  |
| 10 | Argentina (bandiera) | C     | Jesús Dátolo     |
| 12 | Argentina (bandiera) | P     | Facundo Cambeses |
| 14 | Argentina (bandiera) | A     | Michael López    |
| 15 | Argentina (bandiera) | C     | Nicolás Linares  |
| 16 | Argentina (bandiera) | C     | Claudio Villagra |

| N. |                      | Ruolo | Calciatore         |
| -- | -------------------- | ----- | ------------------ |
| 18 | Argentina (bandiera) | C     | Mauricio Sperduti  |
| 19 | Argentina (bandiera) | D     | Alexis Sosa        |
| 20 | Argentina (bandiera) | A     | Darío Cvitanich    |
| 21 | Argentina (bandiera) | A     | Julián Carranza    |
| 22 | Argentina (bandiera) | C     | Juan Pablo Álvarez |
| 23 | Argentina (bandiera) | C     | Enzo Kalinski      |
| 24 | Argentina (bandiera) | C     | Luciano Gómez      |
| 25 | Argentina (bandiera) | D     | Alexis Maldonado   |
| 27 | Argentina (bandiera) | P     | Facundo Altamirano |
| 28 | Argentina (bandiera) | C     | Franco Colela      |
| 30 | Argentina (bandiera) | D     | Jorge Rodríguez    |
| 31 | Argentina (bandiera) | C     | Martín Lucero      |
| 33 | Argentina (bandiera) | C     | Adrián Spörle      |

## Rosa 2016-2017
| N. |                      | Ruolo | Calciatore             |
| -- | -------------------- | ----- | ---------------------- |
| 1  | Argentina (bandiera) | P     | Fernando Pellegrino    |
| 2  | Argentina (bandiera) | D     | Víctor López           |
| 3  | Argentina (bandiera) | D     | Mauro Dos Santos       |
| 4  | Argentina (bandiera) | D     | Julio Barraza          |
| 5  | Argentina (bandiera) | C     | Maximiliano Bustos     |
| 6  | Argentina (bandiera) | D     | Marcelo Bustamante     |
| 7  | Argentina (bandiera) | C     | Ariel Rosada           |
| 8  | Argentina (bandiera) | C     | Marcelo Carrusca       |
| 9  | Argentina (bandiera) | C     | Gabriel Méndez         |
| 12 | Argentina (bandiera) | A     | Cristian García        |
| 13 | Argentina (bandiera) | C     | Hernán Pereyra         |
| 14 | Argentina (bandiera) | D     | Favio Segovia          |
| 15 | Argentina (bandiera) | D     | Alejandro Afino        |
| 16 | Argentina (bandiera) | C     | Federico SarAla        |
| 33 | Argentina (bandiera) | A     | Luis Solignac          |
| 17 | Argentina (bandiera) | C     | Sebastián Ariel Romero |
| 19 | Argentina (bandiera) | C     | Nahuel Yeri            |
| 20 | Argentina (bandiera) | C     | Marcelo Quinteros      |
| 21 | Paraguay (bandiera)  | D     | José Devaca            |
| 24 | Argentina (bandiera) | D     | Nicolás Bianchi Arce   |
| 25 | Argentina (bandiera) | P     | Sebastián López        |

| N. |                        | Ruolo | Calciatore          |
| -- | ---------------------- | ----- | ------------------- |
| 27 | Argentina (bandiera)   | A     | Nicolás Bauchet     |
| 28 | Argentina (bandiera)   | A     | Gerardo Maciel      |
| 29 | Argentina (bandiera)   | P     | Matías Messina      |
| 30 | Argentina (bandiera)   | A     | Emilio Zelaya       |
|    | Argentina (bandiera)   | C     | Jonatan Gómez       |
|    | Argentina (bandiera)   | C     | Cristian Leiva      |
|    | Argentina (bandiera)   | A     | Andrés Silvera      |
|    | Argentina (bandiera)   | C     | Ivàn Perez          |
|    | Argentina (bandiera)   | C     | Matías Abelairas    |
|    | Argentina (bandiera)   | D     | Luciano Civelli     |
|    | Argentina (bandiera)   | D     | Sergio Vittor       |
|    | Argentina (bandiera)   | A     | Lucas Viatri        |
|    | Argentina (bandiera)   | C     | Juan Manuel Cobo    |
|    | Uruguay (bandiera)     | C     | Maximiliano Calzada |
|    | Uruguay (bandiera)     | C     | Diego de Souza      |
|    | Paraguay (bandiera)    | A     | Santiago Salcedo    |
|    | Paesi Bassi (bandiera) | A     | Francisco Tevez     |
|    | Colombia (bandiera)    | C     | Mauricio Cuero      |
|    | Argentina (bandiera)   | C     | Nicolás Bertolo     |

## Rosa 2013-2014
| N. |                      | Ruolo | Calciatore             |
| -- | -------------------- | ----- | ---------------------- |
| 1  | Argentina (bandiera) | P     | Fernando Pellegrino    |
| 2  | Argentina (bandiera) | D     | Víctor López           |
| 3  | Argentina (bandiera) | D     | Mauro Dos Santos       |
| 4  | Argentina (bandiera) | D     | Julio Barraza          |
| 5  | Argentina (bandiera) | C     | Maximiliano Bustos     |
| 6  | Argentina (bandiera) | D     | Marcelo Bustamante     |
| 7  | Argentina (bandiera) | C     | Ariel Rosada           |
| 8  | Argentina (bandiera) | C     | Marcelo Carrusca       |
| 9  | Argentina (bandiera) | C     | Gabriel Méndez         |
| 12 | Argentina (bandiera) | A     | Cristian García        |
| 13 | Argentina (bandiera) | C     | Hernán Pereyra         |
| 14 | Argentina (bandiera) | D     | Favio Segovia          |
| 15 | Argentina (bandiera) | D     | Alejandro Afino        |
| 16 | Argentina (bandiera) | C     | Federico Sarobe        |
| 17 | Argentina (bandiera) | C     | Sebastián Ariel Romero |
| 19 | Argentina (bandiera) | C     | Nahuel Yeri            |
| 20 | Argentina (bandiera) | C     | Marcelo Quinteros      |
| 21 | Paraguay (bandiera)  | D     | José Devaca            |
| 24 | Argentina (bandiera) | D     | Nicolás Bianchi Arce   |
| 25 | Argentina (bandiera) | P     | Sebastián López        |
| 27 | Argentina (bandiera) | A     | Nicolás Bauchet        |

| N. |                        | Ruolo | Calciatore          |
| -- | ---------------------- | ----- | ------------------- |
| 28 | Argentina (bandiera)   | A     | Gerardo Maciel      |
| 29 | Argentina (bandiera)   | P     | Matías Messina      |
| 30 | Argentina (bandiera)   | A     | Emilio Zelaya       |
| 33 | Argentina (bandiera)   | A     | Luis Solignac       |
|    | Argentina (bandiera)   | A     | Giovanni Simeone    |
|    | Argentina (bandiera)   | C     | Walter Erviti       |
|    | Argentina (bandiera)   | C     | Jonatan Gómez       |
|    | Argentina (bandiera)   | C     | Cristian Leiva      |
|    | Argentina (bandiera)   | A     | Andrés Silvera      |
|    | Argentina (bandiera)   | C     | Ivàn Perez          |
|    | Argentina (bandiera)   | C     | Matías Abelairas    |
|    | Argentina (bandiera)   | D     | Luciano Civelli     |
|    | Argentina (bandiera)   | D     | Sergio Vittor       |
|    | Argentina (bandiera)   | A     | Lucas Viatri        |
|    | Uruguay (bandiera)     | C     | Maximiliano Calzada |
|    | Uruguay (bandiera)     | C     | Diego de Souza      |
|    | Paraguay (bandiera)    | A     | Santiago Salcedo    |
|    | Paesi Bassi (bandiera) | A     | Francisco Tevez     |
|    | Colombia (bandiera)    | C     | Mauricio Cuero      |
|    | Argentina (bandiera)   | C     | Jonathan Requena    |

## Giocatori celebri
- Jorge Carrascosa
- Julio Ricardo Cruz
- Rodrigo Palacio
- Javier Zanetti
- James Rodríguez

## Statistiche e Record
- Stagioni in Primera División: 36
- Partita con più reti segnate: 6 ottobre 1984, Banfield - Puerto Comercial 13-1 (record Primera División)
- Partita con più reti subite: 1º giugno 1947, Banfield - Estudiantes de La Plata 1-8
- Miglior piazzamento in Primera División: 1°
- Peggior piazzamento in Primera División: 19°
- Giocatore con più reti segnate: Gustavo Abella (1945-1951 e 1954) (71)
- Giocatore con più presenze: Javier Sanguinetti (1991 - 2008) (271)